# علي بن محمد الرمضان الخزاعي
علي بن محمد علي آل رمضان القاري الخزاعي (1831 - 1905) شاعر سعودي من أهل القرن التاسع عشر الميلادي. ولد في الهفوف بالأحساء ونشأ بها في عائلة خزاعية. درس على علمائها وتتلمذ في الحكمة على محمد آل أبو خمسين. مال إلى الشعر الديني وهو مسلم اثناعشري، فأنشد قصائد في رثاء الحسين بن علي بن أبي طالب. اشتهر في عصره مع  عبد الله بن علي الوائل كشعراء الشيعة في الأحساء وكان شاعرًا ذا بديهة حاضرة، وتطرق في شعره إلى عدة مواضيع وكان أهمها المراثي والمدائح، وأكثر ذلك في أهل البيت. توفي في مسقط رأسه عن عمر يناهز 75 عامًا ودفن بها. طبعت ديوانه في 1992 بجهود أحد أحفاده عبد الكريم بن عبد الله الرمضان. 

## نسبه وأسرته
هو علي بن محمد بن علي بن حسن بن علي بن موسى بن علي بن عبد النبي بن رمضان الدعبلي الخزاعي، ينتهي نسبه إلى دعبل الخزاعي. 

## ولادته وسنواته الأولى
ولد علي بن محمد الخزاعي في مدينة الهفوف عاصمة الأحساء سنة 1247 هـ/ 1831 م ونشأ فيها. درس على علمائها وتتلمذ في الحكمة على محمد بن حسين أبو خمسين. 

## شعره
له ديوان في رثاء الحسين بن علي بن أبي طالب، ورثاء ومدائح في النبي محمد. وله قصيدة جارى بها حسن الدمستاني، وهي قصيدة طويلة جدًا استوفى بها واقعة الطف وهي أحيانًا تسمى ملحمة كربلاء. 

اشتهر بأنه كان شاعرًا ذا بديهة حاضرة، وتطرق في شعره إلى عدة مواضيع وكان أهمها المراثي والمدائح، وأكثر ذلك في أهل البيت من منظور الشيعي، وليس في ديوانه غزل سوى قصيدة واحدة. وقد اشتهر أنه هجّاء. وقد سيطرت الخطابة على شعره. وقد كتب بالفحصى والعامية. 
بعد وفاته، أهتم أسرته بجمع أشعاره، وقد جمع ديوانه حفيده عبد الكريم بن عبد الله. 

ذكرت في معجم البابطين عن شاعريته:

## وفاته
مرض علي الرمضان وعمره ستون عامًا، وقد عوفي من مرضه ذلك وأمضى خمسه عشر عامًا سالمًا ألا أن توفي عن عمر ناهز الخامسة والسبعين في 1323 هـ/ 1905 م، في مسقط رأسه.

## حياته الشخصية
خلّف سبعة أولاد وابنتين من ثلاث زوجات، الأولى من آل الخليفي، ومنها محمد. والثانية مريم بنت عبد الله بن ناصر الرمضان من آل بو حليجة ومنها انجب أحمد وعيسى. والثالثة رحمة بنت علي بن محمد الرمضان، ومنها حسن وحسين وموسى وعبد الله، وابن عبد الله هو عبد الكريم الذي اهتم بطبع ديوان أشعار جده. 